# Epanastasis eupracta
Epanastasis eupracta is een vlinder uit de familie dominomotten (Autostichidae). De wetenschappelijke naam is voor het eerst geldig gepubliceerd in 1988 door Gozmany.
Deze vlinder komt voor in Europa.